# کایلو
کایلو (به انگلیسی: Kyloe) یک روستا و محله مدنی در بریتانیا است که در نورث‌آمبرلند واقع شده‌است. کایلو ۳۳۸ نفر جمعیت دارد.